# 緑仙
緑仙（りゅーしぇん、Ryushen）は、にじさんじに所属するバーチャルライバー。歌の動画や生配信など音楽活動が活発である。また麻雀や、他のライバーも加わる企画の立案や全体構成でも知られる。

## 概要
歌うことが大好きで、配信によって友達を作ろうとしている。日本人であり、本名は仙河緑。「緑仙」という名前も本名の「仙河緑」から取って付けられている。性別は隠したまま活動している。緑仙個人の公式ウェブサイトによると、（2022年の時点で）20歳で、血液型はA型。
僕は声もいいし顔もいい、と自画自賛すると同時に、友達ができないこと、コミュニケーションが苦手なことに悩んでもいる。友達がいない、と自称している一方で、にじさんじグループの内外を問わず交友関係は広い。
配信する際の名乗りは「新緑の緑にベガルタ仙台の仙で緑仙です」。主に、歌唱動画や生配信、ゲーム実況などを行っている。アニメ・漫画の知識が豊富で、古いアニメソングにも詳しく、主に80年代を中心に投稿している。ライバーになった理由は二つあり、一つは「友達を作るため」である。もうひとつは、話すのが得意であることや自分が強いジャンルなど自分の得手不得手が、VTuberなら活かせるから、である。

## 特徴

### 歌
活動当初は、歌動画には需要があるので、自分が歌ってもいいのではないか、という考えのもと、週に歌動画を一本ずつ投稿していた。2020年03月29日時点では、にじさんじの中で投稿した歌動画の数が最も多いライバーである。2018年6月から2020年3月までの間に、歌動画を100本以上投稿した。2020年3月の時点でアップロードされているにじさんじの歌動画のうち、およそ4割の動画で緑仙または樋口楓（オリジナル楽曲最多ライバー）のどちらかが参加・歌唱している。ほかのライバーと比べると、既存曲を一人でカバーした動画が多い。コラボの歌動画では主に、後述する『cresc.』や『le jouet』のメンバーと歌うことが多い。また、2021年1月には超学生とコラボした『怪物』の歌ってみた動画を出すなど、にじさんじ外の人とのコラボも行っている。
歌唱力には一定の評価がある。だが、歌が上手いと言われたのはライバー活動をはじめた後であり、才能があるだとか、あるいは上手い、声に特徴がある、等はまったく思ってない、とインタビューで答えている。
影響を受けた音楽は、フジファブリック、ゆらゆら帝国、たまなど。初めて借りたCDは東京事変と9mm Parabellum Bullet、さらにはSEKAI NO OWARIなどで、特に9mm Parabellum Bulletに関しては、生まれて初めて行ったフェスで見た9mmのライブに強い感銘を受けている。

### 性別
性別不詳。また、非公開と表記されることもある。性別はある（無性ではない）ものの、性別を隠したままライバー活動をしている。持ち前の中性的な声を生かし、女性的な曲も、男性的な曲も歌う。バーチャルなのに性別を縛られてしまうのはもったいないことであり、自分の性別をどちらかに固定するよりも、男性も女性もありうるとすることで、男女どちらへも魅力を伝えたいという意図がある。「一日だけ異性になれたら？」という質問に対し、「今と変わらないと思います」と答えている。オリジナル曲「イツライ」のMVでは、男の制服と女の制服のどちらを着るか選ぶシーンがある。

### 企画
コラボレーションを数多く行っており、大人数のライバーが参加するコラボ企画の立案や全体構成をすることで知られる。にじさんじSEEDs時代には、デビュー2ヶ月目にあたる2018年8月に行われた24時間生配信企画の立ち上げと全体構成を担当した。他にも、ボイスドラマ公演「憂う少女のアルカディア」では社築とともに脚本を担当した。にじさんじクイズ王決定戦の企画ではQuizKnockの作問提供を受けるなど、にじさんじ外との交流もある。
2019年8月には、ライバー1人が30分ほど歌い、視聴者は30分ごとに次の配信へ移動するというロック・フェスティバルの慌ただしさをも再現したリレー歌配信「にじロック」を企画・参加した。2021年10月30日には「NIJIROCK NEXT BEAT」が開催され、「にじロック」に参加したライバー7人が全員参加した。また、同じにじさんじライバーの黛灰から立案されて企画協力を緑仙が担当した企画「にじさんじクイズ王決定戦」は、その後にじさんじ公式番組「にじクイ」へ発展した。

### ベガルタ仙台
「新緑の緑にベガルタ仙台の仙で緑仙です」と2018年のデビュー初配信から名乗っていた。2019年のインタビューでは、ベガルタ仙台だけがひいきというわけではなく、Jリーグが好き、という旨を答えている。長らく名乗りとして言っていた縁もあり、2023年と2024年のベガルタ仙台の応援ソングを担当した。また2024年のベガルタ仙台クラブ設立30周年記念試合ではユアテックスタジアム仙台の大型ビジョンで歌唱した。

## 来歴
2018年
- 6月5日、「にじさんじSEEDs」の活動開始が正式に発表された。当時16歳。
- 8月25日・8月26日、24時間生配信企画「SEEDs24h」全体構成を担当。
- 12月1日に放送された『のとく番〜アイは世界を繋ぐ〜』の番組内で開催された『バーチャルYouTuberランキング2018』で、11位。同月の、TikTokの「VToker総選挙」で4位。
- 12月末、にじさんじの3グループが統合され、「にじさんじ」に所属する形となる。

2019年
- 5月、YouTubeのチャンネル登録者数が10万人を突破。
- 10月2日、「にじさんじMusic Festival」に参加。3Dモデル初披露。

2020年
- 1月24日、音楽ユニット「Rain Drops」の一員としてメジャーデビューすることが発表された。
- 2月1日、Lupinus Virtual Gamesのトレイラーに歌唱提供。
- 5月13日、「Rain Drops」ファーストミニアルバム「シナスタジア」が、5月20日発表のオリコン週間デジタルアルバムランキング初登場1位を獲得。週間DL数は0.2万であった。

2021年
- 2月14日、自身初となるEP、「It’sLie」を発売。
- 10月、YouTubeのチャンネル登録者数が50万人を突破。
- 12月30日、「It’sLie」収録曲「君になりたいから」が日本テレビの番組「プロジェクトV」の年末特別企画「VTuberアワード」のベストソング部門 syudouさん特別賞に選ばれる。

2022年
- 4月16日、公式サイトを公開。
- 6月20日、二つ目のEPとなる「エンダー」を発売。
- 10月、JFNのラジオ番組AuDee　CONNECTの火曜日パーソナリティ就任

2023年
- 3月31日、プロアマ混合の麻雀リーグ戦「神域リーグ2023」にて、プロ雀士の松本吉弘（渋谷ABEMAS）が監督を務める「チームヘラクレス」よりドラフト二位指名を受け、出場が決定。
- 6月8日、初のソロライブを開催。ユニバーサルミュージックジャパンより10月4日にMAJOR 1st  MINI ALBUM『パラグラム』の発売を発表。
- 8月上旬、ひざの手術のため入院。
- 9月8日、「神域リーグ2023」にて、所属する「チームヘラクレス」が優勝。

2024年
- 1月6日-1月7日、にじさんじ麻雀杯2024に出場し優勝。

- 1月から4月まで、一時的に配信活動を休止していた。
- 4月5日、「神域リーグ2024」にて、「チームヘラクレス」よりドラフト一位指名を受け、出場が決定。

2025年
- 「確証論」が、同年7月1日から放送されるTVアニメ『ネクロノミ子のコズミックホラーショウ』のオープニング主題歌に採用された。

## 参加ユニット
同じ元SEEDs一期生のシスター・クレアとドーラとでcresc.（クレッシェンド）という三人ユニットを組んでいる。
また、にじさんじ統合後には加賀美ハヤトと夢追翔とでle jouet（ル・ジュエ）という三人ユニットを別に結成し、それぞれのユニットの一員として歌動画や企画動画を投稿している。さらに、有閑喫茶あにまーれ（現:ななしいんく）の因幡はねるともみどねるというユニットを組み、バーチャルYouTuberが複数人参加する企画を多く行っている。
2020年にはRain Drops（レインドロップス）の一員としてメジャーデビューした。ほかのメンバーは、える、三枝明那、ジョー・力一、鈴木勝、童田明治。
2021年からは、アイドルの相羽ういはと、男声でも女声でも歌えるアーティストの弦月藤士郎との三人で、アイドルグループこじらせハラスメントを結成、楽曲を発表している。
2023年4月より、七次元生徒会としての活動も開始している。他のメンバーは、三枝明那、樋口楓、叶、レオス・ヴィンセント、周央サンゴ。

## 出演

### テレビ番組
- のとく番〜アイは世界を繋ぐ〜（2018年12月1日、BS日テレ）- VTR出演
- NHKバーチャル文化祭（2020年8月14日、NHK総合）[56]
- Club AT-X ナローなワイドショー（2022年6月18日） - ゲスト出演[57]
- プロジェクトV（2022年7月29日、日テレ）-VTR出演

### ラジオ
- AuDee CONNECT（2022年10月 - 、JFN系ネット・AuDee配信）- 火曜日パーソナリティ[41]

### イベント・ライブ
2019年
- にじさんじ Music Festival -powered by DMM music-（10月2日、幕張メッセ）- 月ノ美兎、勇気ちひろ、える、樋口楓、静凛、物述有栖、鈴鹿詩子、宇志海いちご、家長むぎ、剣持刀也、森中花咲、叶、本間ひまわり、葛葉、椎名唯華、ドーラ、シスター・クレア、花畑チャイカ、竜胆尊と共演
- たざわ湖・龍神まつり（7月26日・7月27日、秋田県仙北市）- 7月27日は夢追翔、ベルモンド・バンデラスも出演
- BILIBILI WORLD 2019（ 中国）
  - 上海市（10月4日 - 10月6日）
    - にじさんじ・VirtuaReal共同ブース - 郡道美玲、シスター・クレア、叶、葛葉も出演

  - 成都市（12月21日 - 12月22日）
    - bilibili公式ブース

2020年
- にじさんじ JAPAN TOUR 2020 Shout in the Rainbow! 札幌公演（2月9日、Zepp Sapporo） - 御伽原江良、童田明治、物述有栖、シスター・クレアと共演
- にじさんじランド in よみうりランド Vol.1（11月29日 よみうりランド 共演-える、鈴鹿詩子）
- みんなでかがやけくれっしぇんど！～うたえ！さわげ！おどれ！～cresc. 1st LIVE in VARK（11月7日、VARK）

2021年
- VTuber Fes Japan 2021 DAY1（1月30日、川口総合文化センター・リリア）
- にじさんじ Anniversary Festival 2021 前夜祭 feat.FLOW（2月26日 東京ビッグサイト）- 樋口楓、剣持刀也、三枝明那、加賀美ハヤト、星川サラ、FLOWと共演
- にじさんじ Anniversary Festival 2021（2月28日 東京ビッグサイト）- Rain Dropsとして出演、月ノ美兎、樋口楓と共演 
- V-Carnival（2021年4月3日 オンライン）
- にじさんじ AR STAGE "LIGHT UP TONES" DAY1（7月31日 オンライン）- 樋口楓、花畑チャイカ、町田ちま、ジョー・力一、夢追翔、レヴィ・エリファ、加賀美ハヤトと共演
- TUBEOUT!FES -2021 SUMMER- （8月29日　オンライン）
- Rain Dropsファーストワンマンライブ『雨天決行』（8月26日 東京ガーデンシアター）
- NIJIROCK NEXT BEAT（10月30日、ぴあアリーナMM）- 轟京子、ジョー・力一、夢追翔、雨森小夜、加賀美ハヤト、三枝明那と共演

2022年
- JAM JAM powered by smash.（3月27日、仮想ライブ空間「SHOWROOM」&都市連動型メタバース「バーチャル渋谷」）- 相羽ういはと共演
- Rain Drops セカンドワンマンライブ『SQUALL ～雨ニモマケズ/風ニモマケズ～』（4月15日 - 16日 KT Zepp Yokohama）

2023年
- 緑仙 1st LIVE「Ryushen」（6月8日、KT Zepp Yokohama）
- にじさんじ5th Anniversary LIVE 「SYMPHONIA」Day1（12月23日、東京ビッグサイト） - 伏見ガク、剣持刀也、魔界ノりりむ、葉加瀬冬雪、フレン・E・ルスタリオ、レオス・ヴィンセント、レイン・パターソンと共演

2024年
- 緑仙 2nd LIVE TOUR「緑一色」（みどりいっしょく）福岡・電気ビルみらいホール（11月2日）、東京・神田明神文化交流館 神田明神ホール（11月10日）、仙台・仙台PIT（11月16日）
- COUNTDOWN JAPAN 24/25　千葉・幕張メッセ国際展示場（12月28日）

### MV
- HIMEHINA『愛包ダンスホール』（2023年12月）[80]

## ディスコグラフィー

### デジタル配信楽曲
| アーティスト                                                                            | 配信日         | 配信曲                                                                 | 出典          |
| --------------------------------------------------------------------------------------- | -------------- | ---------------------------------------------------------------------- | ------------- |
| 緑仙                                                                                    | 2020年 5月9日  | エヴァーグリーン - 作詞・作曲 - ayase                                  | [ 82 ]        |
| 緑仙                                                                                    | 2020年 5月9日  | イツライ - 作詞・作曲 - ぼっちぼろまる                                 | [ 83 ]        |
| le jouet（ル・ジュエ） （緑仙、夢追翔、加賀美ハヤト）                                   | 2020年 5月9日  | P.F.M. - 作詞・作曲 - ぼっちぼろまる                                   | [ 84 ]        |
| 緑仙                                                                                    | 2020年12月25日 | タイト - 作詞 - ぼっちぼろまる、緑仙 - 作曲 - Tohbami                  |               |
| 緑仙                                                                                    | 2021年2月14日  | 夜明けまで - 作詞・作曲 - DJ WILDPARTY                                 | [ 85 ]        |
| 緑仙                                                                                    | 2021年2月14日  | Welcome☆Greeny night - 作詞 - 美月ミチル - 作曲 - NoWorld              |               |
| 緑仙                                                                                    | 2021年2月14日  | カルミアのキス - 作詞 - Magao、緑仙 - 作曲 - Magao                     |               |
| 緑仙                                                                                    | 2021年2月14日  | 君になりたいから - 作詞・作曲 - ぼっちぼろまる                         |               |
| 緑仙                                                                                    | 2021年8月1日   | 藍ヨリ青ク - 作詞・作曲 - アザミ                                       |               |
| こじらせハラスメント （相羽ういは、緑仙、弦月藤士郎）                                   | 2021年10月11日 | 全力ブーメラン - 作詞 - こじらせハラスメント - 作曲 - 弦月藤士郎       |               |
| こじらせハラスメント （相羽ういは、緑仙、弦月藤士郎）                                   | 2021年10月11日 | インターネットは最悪 - 作詞 - こじらせハラスメント - 作曲 - 弦月藤士郎 |               |
| le jouet（ル・ジュエ） （緑仙、夢追翔、加賀美ハヤト）                                   | 2021年11月3日  | Viking - 作詞 - ぼっちぼろまる、江戸レナ - 作曲 - ぼっちぼろまる       | [ 86 ]        |
| cresc.（クレッシェンド） （シスター・クレア、緑仙、ドーラ）                             | 2022年4月24日  | エトワール - 作詞・作曲 - ぼっちぼろまる                               |               |
| cresc.（クレッシェンド） （シスター・クレア、緑仙、ドーラ）                             | 2022年4月24日  | 殺屋中毒 - 作詞・作曲 - アザミ                                         |               |
| cresc.（クレッシェンド） （シスター・クレア、緑仙、ドーラ）                             | 2022年4月24日  | mischief - 作詞・作曲 - ひじり                                         |               |
| 緑仙                                                                                    | 2022年6月20日  | エンダー - 作詞・作曲 - アザミ                                         |               |
| 緑仙                                                                                    | 2022年6月20日  | ステイルメイト - 作詞・作曲 - アザミ                                   |               |
| 緑仙                                                                                    | 2022年6月20日  | 殺屋中毒（Ver.緑仙） - 作詞・作曲 - アザミ                             |               |
| 緑仙                                                                                    | 2023年4月16日  | ジョークス                                                             | [ 87 ]        |
| 緑仙                                                                                    | 2023年6月9日   | WE ARE YOU                                                             | [ 88 ]        |
| 緑仙                                                                                    | 2024年3月27日  | リコネクト                                                             | [ 89 ]        |
| 緑仙                                                                                    | 2024年5月4日   | Blowin’ Wind is blowin’                                                | [ 90 ]        |
| 七次元生徒会！ （樋口楓、叶、仙河緑(緑仙)、三枝明那、レオス・ヴィンセント、周央サンゴ） | 2025年5月28日  | 即物的アンサンブル - 作詞・作曲・編曲-OSTER project                    | [ 91 ] [ 92 ] |
| 七次元生徒会！ （樋口楓、叶、仙河緑(緑仙)、三枝明那、レオス・ヴィンセント、周央サンゴ） | 2025年5月28日  | SEVEN-RESPECT! - 作詞 - 新谷風太 - 作曲・編曲 -Kijibato(Dream Monster) | [ 91 ] [ 92 ] |
| 緑仙                                                                                    | 2025年7月2日   | 確証論                                                                 | [ 93 ]        |

### アルバム
|     | 発売日         | タイトル             | 規格品番                                                          | 収録曲 | 備考          |
| --- | -------------- | -------------------- | ----------------------------------------------------------------- | --- | ------------- |
| 1st | 2023年10月4日  | パラグラム           | TYCT-69262:初回限定盤A TYCT-69263/4:初回限定盤B TYCT-60207:通常盤 | 1. WE ARE YOU 2. アイムリドミ 3. 天誅 / 緑仙 & ポルカドットスティングレイ 4. ヒロイン 5. ジガトラ / 緑仙 & cadode 6. ジョークス 初回限定盤A 1. 緑仙 1st LIVE「Ryushen」メイキング映像 2. 「ジョークス」 Music Video 3. 「WE ARE YOU」 Music Video 初回限定盤B 1. アネモネ -Novelclip I LOVE YOU- feat. クリス・ハート 2. 燃えろ！雀荘牌舞台 / 緑仙 & 松本吉弘 3. ジガトラ （緑仙 Solo Ver.） 4. 天誅 （緑仙 Solo Ver.） | [ 94 ] [ 95 ] |
| 2nd | 2024年6月26日  | イタダキマスノススメ | TYCT-69296/7:初回限定盤 TYCT-60227:通常盤                         | 1. 独善食 2. なんでですか？ 3. 友達代表宣言 4. しあわせクッキー 5. Blowin’ Wind is blowin’ 6. Reject it now! 7. リコネクト 初回限定盤 1. 飾りじゃないのよ涙は 2. 未来予想図Ⅱ 3. おしゃかしゃま | [ 96 ]        |
| 3rd | 2024年11月13日 | ゴチソウサマノススメ | TYCT-69319/20:初回限定盤 TYCT-60238:通常盤                        | 1. カルカリナ 2. 夜明けの詩 3. 猫の手を貸すよ 4. all-last 5. 君の好きなところ 6. 終着駅から 初回限定盤 1. 雨にキッスの花束を 2. タイム・トラベル 3. ブルーバード | [ 97 ] [ 98 ] |

### 参加作品
| 発売日         | 商品名                      | 歌 | 楽曲                     | 備考                                                                       |
| -------------- | --------------------------- | --- | ------------------------ | -------------------------------------------------------------------------- |
| 2019年4月24日  | IMAGINATION vol.1           | ドーラ、緑仙 | 「Shangri-La」           | Vtuberコンビネーションアルバム                                             |
| 2019年4月24日  | IMAGINATION vol.1           | ときのそら、おめがシスターズ、える、虹河ラキ、ドーラ、緑仙、ロボ子さん、樋口楓、かしこまり、燦鳥ノム、天神子兎音、月ノ美兎、富士葵          | 「プレパレード」         | Vtuberコンビネーションアルバム                                             |
| 2019年8月20日  | Virtual to LIVE             | 月ノ美兎、静凛、樋口楓、える、剣持刀也、森中花咲、シスター・クレア、緑仙、ドーラ、本間ひまわり、鷹宮リオン、ジョー・力一                    | 「Virtual to LIVE」      | 『にじさんじ』1周年記念楽曲                                                |
| 2019年10月16日 | 未来茶屋 vol.2              | Peno feat.ドーラ & 緑仙 | 「Last Resort」          |                                                                            |
| 2019年11月27日 | にじさんじMusic MIX UP!!    | ERRors(える、夕陽リリ、緑仙) | 「愛の存在証明」         | 『にじさんじ』×DMM musicコラボ楽曲                                         |
| 2020年3月18日  | SMASH The PAINT!!           | 加賀美ハヤト、夢追翔、緑仙 | 「Playtime Magic」       | 『にじさんじ』オリジナルフルアルバム                                       |
| 2021年2月25日  | PALETTE 002 – 虹色のPuddle  | 剣持刀也、笹木咲、樋口楓、葛葉、鷹宮リオン、緑仙、加賀美ハヤト、三枝明那、星川サラ、シェリン・バーガンディ、フレン・E・ルスタリオ、夜見れな | 「虹色のPuddle」         | にじさんじ3周年記念「PALETTE」プロジェクト第二弾                           |
| 2021年2月25日  | PALETTE 002 – 虹色のPuddle  | 葛葉、鷹宮リオン、緑仙 | 「虹色のPuddle」         | にじさんじ3周年記念「PALETTE」プロジェクト第二弾                           |
| 2021年11月24日 | Reflexion                   | 緑仙 | 「空も飛べるはず」       | にじさんじカバーソングアルバム第二弾                                       |
| 2021年11月24日 | Reflexion                   | 朝日南アカネ、緑仙 | 「LA・LA・LA LOVE SONG」 | にじさんじカバーソングアルバム第二弾                                       |
| 2022年2月2日   | "LIGHT UP TONES" Live Album | 樋口楓、緑仙 | 「IKIJIBIKI」            | AR技術と生バンドの融合が話題を呼んだイベント〈LIGHT UP TONES〉のライブ音源 |
| 2022年2月2日   | "LIGHT UP TONES" Live Album | 緑仙、町田ちま、レヴィ・エリファ | 「カナリヤ鳴く空」       | AR技術と生バンドの融合が話題を呼んだイベント〈LIGHT UP TONES〉のライブ音源 |
| 2022年2月2日   | "LIGHT UP TONES" Live Album | 樋口楓、緑仙、花畑チャイカ、町田ちま、ジョー・力一、夢追翔、レヴィ・エリファ、加賀美ハヤト                                                  | 「Wonder NeverLand」     | AR技術と生バンドの融合が話題を呼んだイベント〈LIGHT UP TONES〉のライブ音源 |

## 書籍
- コンプティーク12月号増刊 Vティーク Vol.2. KADOKAWA. (2018-11-10) インタビュー
- にじさんじアーカイブス2019-2020
- 別冊JUNON 2D STAR VirtuaL. KADOKAWA. (2019-08-17)ISBN 978-4391642476 インタビュー
- 別冊JUNON 2D STAR VirtuaL 2. KADOKAWA. (2020-02-15)ISBN 978-4391642780 表紙・インタビュー